# Kanuslalom-Weltmeisterschaften 1989
Die Kanuslalom-Weltmeisterschaften 1989 fanden auf dem Savage River im Garrett County in Maryland, Vereinigte Staaten von Amerika, statt.

## Ergebnisse

### Einer-Kajak
Männer:
| Platz | Land | Sportler        |
| ----- | ---- | --------------- |
| 1     | GBR  | Richard Fox     |
| 2     | FRA  | Gilles Clouzeau |
| 3     | YUG  | Jernej Abramič  |

Frauen:
| Platz | Land | Sportlerin       |
| ----- | ---- | ---------------- |
| 1     | FRA  | Myriam Jerusalmi |
| 2     | USA  | Dana Chladek     |
| 3     | USA  | Cathy Hearn      |

### Einer-Kajak-Mannschaft
Männer:
| Platz | Land | Sportler                                       |
| ----- | ---- | ---------------------------------------------- |
| 1     | YUG  | Jernej Abramič Albin Čižman Marjan Štrukelj    |
| 2     | ITA  | Pierpaolo Ferrazzi Ettoro Ivaldi Marco Caldera |
| 3     | GER  | Martin Hemmer Thomas Helger Michael Seibert    |

Frauen:
| Platz | Land | Sportlerinnen                                               |
| ----- | ---- | ----------------------------------------------------------- |
| 1     | FRA  | Marie-Françoise Grange-Prigent Anne Boixel Myriam Jerusalmi |
| 2     | USA  | Dana Chladek Cathy Hearn Jennifer Stone                     |
| 3     | TCH  | Zdenka Grossmannová Marcela Hilgertová Štěpánka Hilgertová  |

### Einer-Canadier
Männer:
| Platz | Land | Sportler       |
| ----- | ---- | -------------- |
| 1     | GBR  | John Lugbill   |
| 2     | USA  | David Hearn    |
| 3     | FRA  | Thierry Humeau |

### Einer-Canadier-Mannschaft
Männer:
| Platz | Land | Sportler                                     |
| ----- | ---- | -------------------------------------------- |
| 1     | USA  | David Hearn Jon Lugbill Jed Prentice         |
| 2     | FRA  | Jacky Avril Thierry Humeau Thierry Lepeltier |
| 3     | YUG  | Jože Vidmar Borut Javornik Boštjan Žitnik    |

### Zweier-Canadier
Männer:
| Platz | Land | Sportler                       |
| ----- | ---- | ------------------------------ |
| 1     | GER  | Frank Hemmer/Thomas Loose      |
| 2     | TCH  | Jan Petříček/Tomáš Petříček    |
| 3     | FRA  | Emmanuel del Rey/Thierry Saïdi |

### Zweier-Canadier-Mannschaft
Männer:
| Platz | Land | Sportler                                                                               |
| ----- | ---- | -------------------------------------------------------------------------------------- |
| 1     | FRA  | Thierry Saïdi/Emmanuel del Rey Michel Saïdi/Jérôme Daval Gilles Lelievre/Jérôme Daille |
| 2     | TCH  | Miroslav Hajdučík/Milan Kučera Jiří Rohan/Miroslav Šimek Jan Petříček/Tomáš Petříček   |
| 3     | GER  | Stephan Bittner/Volker Nerlich Frank Hemmer/Thomas Loose Frank Becker/Martin Fröhlke   |

## Medaillenspiegel
| Platz  | Land                   | Gold | Silber | Bronze | Gesamt |
| ------ | ---------------------- | ---- | ------ | ------ | ------ |
| 1      | Frankreich             | 3    | 2      | 2      | 7      |
| 2      | Vereinigtes Königreich | 2    | —      | —      | 2      |
| 3      | Vereinigte Staaten     | 1    | 3      | 1      | 5      |
| 4      | Deutschland            | 1    | —      | 2      | 3      |
| 4      | Jugoslawien            | 1    | —      | 2      | 3      |
| 6      | Tschechoslowakei       | —    | 2      | 1      | 3      |
| 7      | Italien                | —    | 1      | —      | 1      |
| Gesamt | Gesamt                 | 8    | 8      | 8      | 24     |